# Batarang

La scheda del Batarang nel videogioco Batman: Arkham City

Il Batarang (acronimo delle parole bat- ("pipistrello") e boomerang) è un'immaginaria arma da tiro a forma di pipistrello utilizzata dal supereroe Batman della DC Comics. Nel tempo, i batarang sono diventati sempre più simili agli shuriken giapponesi, perdendo la caratteristica tipica del boomerang di ritornare al lanciatore.

## Storia
I batarang comparvero per la prima volta in Detective Comics n. 31 (settembre 1939). Le primissime illustrazioni erano dei boomerang di metallo smerlati, utilizzati per attaccare gli avversari, che subito ritornavano al lanciatore. Tuttavia, le variazioni del batarang inclusero anche quelle che potevano essere trasportate nella Bat-Cintura, quelle che potevano contenere cariche esplosive e quelle elettrificate. Un rampino ricavato da un batarang e da una corda era una cosa comune fino alla metà degli anni ottanta, quando l'artista Norm Breyfogle introdusse una pistola spara-rampino; questo divenne uno strumento standard nelle serie animate successive del personaggio, incluso anche nel film Batman del 1989.

### Altri personaggi e versioni
Anche Batgirl utilizza i batarang. Nightwing, il primo Robin, è noto per l'uso dei suoi batarang modificati chiamati Wing-Dings, che hanno la forma di uccelli. Anche Tim Drake, il terzo Robin, possiede i suoi shuriken a forma di "R". In un numero di Teen Titans vol. 3, Drake dichiarò di aver nascosto i costi per far viaggiare via nave la Batmobile da Gotham City a San Francisco nel "budget dei batarang", che lui stesso affermò essere "più alto di quanto potreste mai pensare". La versione corrente di Batwoman, che fu introdotta nella continuità di 52, utilizza dei batarang in miniatura. Anche Catman usa un'arma ispirata a quelli di Batman e li chiama "catarangs". Come Robin, anche Anarky, un antagonista occasionale di Batman, fa uso di shuriken con la forma del suo simbolo, la tipica "A in un cerchio".
Il Throwing Bird è un'arma da lancio rudimentale a forma di uccello utilizzata da Robin come attacco non-letale alternativa alle armi da fuoco. Sono molto simili ai batarang. Ottennero la loro prima prominenza nel film del 1997 Batman & Robin. I Throwing Bird in questo particolare film hanno i bordi argentati e, in centro, un disegno rosso. Come Batman, Robin può lanciare quest'arma con un lanciatore locato sulla parte alta del polso.
In JLA: Earth 2, Owlman possiede il suo arsenale personale di "razorangs".

## In altri media

### Serie televisive
Negli adattamenti televisivi di Batman, i batarang combaciano grossolanamente con il logo da pipistrello tipico della serie. Dopo la serie televisiva Batman, il franchise evitò di cadere troppo spesso nell'utilizzo del prefisso bat- per cui era stato criticato negli anni sessanta. Anche se mostrati prominentemente, i batarang vennero raramente chiamati per nome, a differenza della Batmobile o della Batcaverna.
Anche nella serie televisiva Birds of Prey comparvero i batarang. Tuttavia queste versioni sono circolari e portano su di essi il simbolo dei Birds of Prey, piuttosto che avere la tipica forma di pipistrello.

### Film

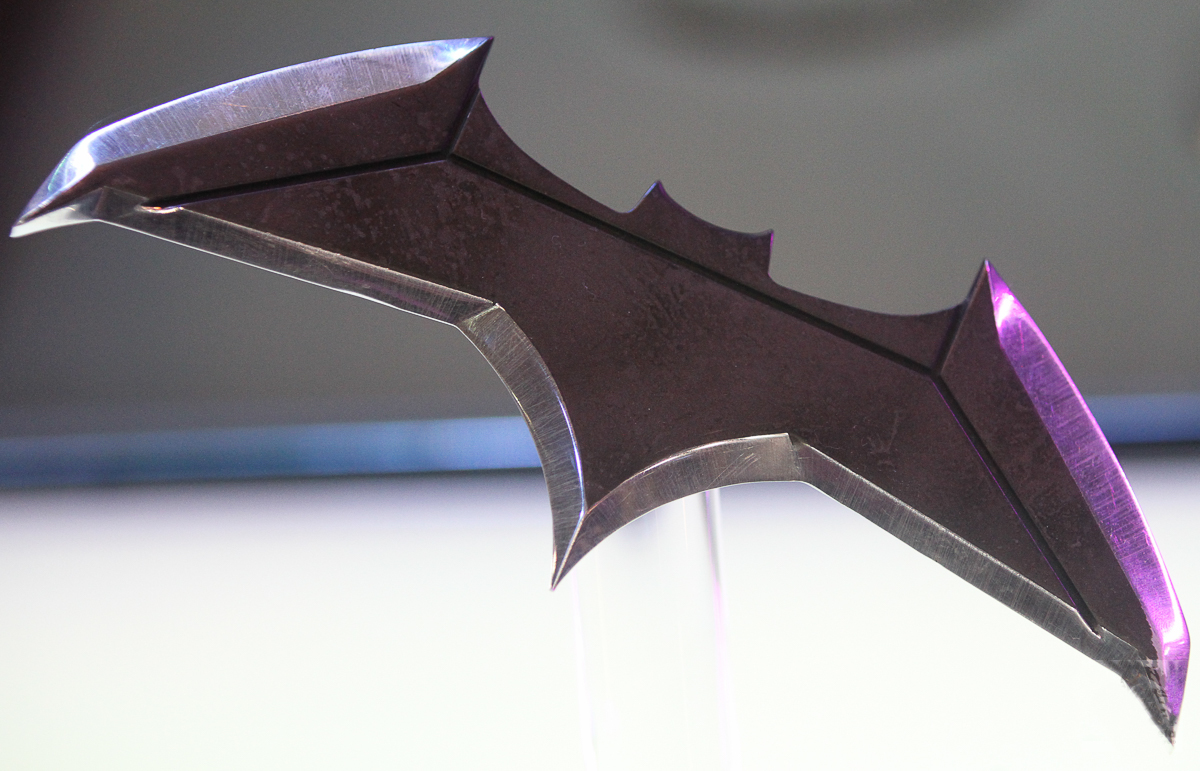
Il Batarang usato per il film Batman v Superman: Dawn of Justice.

Il batarang utilizzato nel film Batman del 1989 è un pipistrello di metallo pieghevole attaccato ad un cavo, e viene utilizzato per intrappolare le gambe di un nemico e trascinarlo indietro manualmente. Il sequel, Batman - Il ritorno, presentò anche una versione computerizzata volante che poteva essere programmata per attaccare determinati obiettivi.
Il film Batman Begins del 2005 li mostra come semplici shuriken di metallo a forma di pipistrello utilizzati principalmente come distrazione piuttosto che come armi, a pennello con la descrizione dell'addestramento di Batman come ninja.
Nella pellicola Il cavaliere oscuro Batman utilizza i batarang come biglietti da visita e non vengono lanciati. I suoi veri Batarang sono visti solo una volta nel film quando Bruce Wayne ripone il suo costume dopo aver deciso di costituirsi, dove si prende un momento e osserva un Batarang, ponendolo poi al suo posto insieme al resto dell'equipaggiamento.
In Batman v Superman: Dawn of Justice, i batarang fanno parte dell'arsenale del Crociato Incappucciato e vengono usati sia come biglietti da visita (per confermare la sua presenza) sia come armi da lancio (per disarmare un nemico, ferendolo).
In The Batman, Bruce Wayne utilizza un Batarang che porta in un alloggiamento magnetico sul petto, combaciante con il classico logo a forma di pipistrello della tuta.

### Animazione
- Batman of the Future, un'altra serie animata, che si ambienta in una Gotham City 50 anni nel futuro, vede un giovane studente di liceo che indossa una versione del batcostume super tecnologico come nuovo Batman. Questo costume, tra le varie opzioni, ha l'abilità di fornire automaticamente batarang nella mano dell'indossatore.
- Nella serie animata Justice League, Batman utilizza una vasta gamma di batarang, inclusi quelli esplosivi e quelli caricati elettricamente.
- Nella serie animata Teen Titans, Robin utilizza batarang modificati simili a quelli di Nightwing, a cui si riferisce come birdarangs. Le stesse armi sono utilizzate dall'interpretazione di Robin in The Batman.
- Nella serie animata Krypto the Superdog, Robbie il pettirosso utilizza delle armi comiche chiamate beakerangs, che sono proiettili miniaturizzati che contengono una quantità esagerata di schiuma viola immobilizzante.
- In The Batman, una serie animata successiva, i batarang sono descritti più che altro come armi da lancio futuristiche con il bordo blu fluorescente e che fanno un leggero suono distinto mentre volano in aria. Sono anche raffigurati come sufficientemente affilati da tagliare dei tubi di metallo. Batman, di quando in quando, li ha anche utilizzati nei combattimenti a corpo a corpo. Nonostante i regolati batarang, Batman ne utilizza anche delle variazioni, inclusi batarang esplosivi, che esplodono con il contatto; batarang elettrificati, che scaricano una grande quantità di elettricità in una persona o in un oggetto; e batarang con specifici virus tecnologici, che possono disabilitare una macchina o un dispositivo, rendendolo inefficace. In più, Batman utilizza dei batarang speciali con controllo a distanza, che sono un po' più grandi delle versioni standard, aderiscono ad ogni superficie, e posseggono una telecamera microscopica ad alta risoluzione.
- In Batman: The Brave and the Bold, l'ultimo cartone animato su Batman, i batarang non sono mostrati come oggetti da lancio futuristici tecnologicamente avanzati come in The Batman, ma come semplici shuriken/boomerang che utilizza per combattere il crimine (anche se lo si vide utilizzare batarang esplosivi e, nel caso dei combattimenti contro Fantasma Gentiluomo, di batarang in supermetallo). Batman fu anche mostrato in grado di trasformare il suo simbolo sul petto in un batarang, come visto nell'episodio pilota L'ascesa di Blue Beetle. Anche Gufo Nero, controparte di Batman su Terra 23, possiede delle armi simili ai batarang, tuttavia, le sue, invece di girare a incredibile velocità, volano dritte come un aliante.

### Videogiochi
In LEGO Batman: Il videogioco compaiono dei batarang, ognuno con un colore diverso, che possono essere utilizzati da quattro personaggi diversi; Batman e Batgirl (giallo e nero), Robin e Nightwing (rosso e verde).
Nel videogioco Batman Begins, i batarang possono essere utilizzati esclusivamente per interagire con l'ambiente, al fine di spaventare i criminali.
Nella serie videoludica Batman: Arkham, Batman può portare un singolo batarang fin dall'inizio del gioco, e il giocatore ha l'opportunità di sbloccarne altri tipi come i batarang doppi o tripli, i batarang telecomandati e i batarang sonici. Inoltre, la Collector's Edition del primo gioco della serie, Batman: Arkham Asylum, fu venduta con un modello di batarang di circa 36 cm, volutamente smussato e graffiato a suggerirne l'uso continuo, fissato sulla base di gioco.
In Batman: Arkham City vengono introdotti il Batarang Telecomandato e il Batarang Sonico, che permette di distrarre i nemici. Dopo una variazione minima delle meccaniche di utilizzo in Batman: Arkham Origins, il Batarang ritorna sempre per il combattimento e l'uso strategico in Batman: Arkham Knight, capitolo conclusivo della saga.
Il gioco per Game Boy Advance permise la produzione della collezione e l'utilizzo di 3 batarang da utilizzarsi simultaneamente.